# Swedish Open 1981
Lo Swedish Open 1981 è stato un torneo di tennis giocato sulla terra rossa. È stata la 34ª edizione del torneo, che fa parte della categoria del Volvo Grand Prix 1981. Il torneo si è giocato a Båstad in Svezia dal 20 al 26 luglio 1981.

## Campioni

### Singolare maschile
Thierry Tulasne ha battuto in finale  Anders Järryd con il punteggio di 6–2 6–3

### Doppio maschile
Mark Edmondson /  John Fitzgerald hanno battuto in finale  Anders Järryd /  Hans Simonsson con il punteggio di 2–6, 7–5, 6–0